# Békéscsaba Raptors
I Békéscsaba Raptors sono una squadra di football americano di Békéscsaba, in Ungheria; fondati nel 2007, nel 2011 hanno raggiunto il Pannon Bowl (per quell'edizione valido come titolo nazionale) senza vincerlo.
A partire dal 2015 hanno chiuso la prima squadra, mantenendo unicamente le formazioni giovanili.

## Dettaglio stagioni

### Tornei nazionali

#### Campionato

##### Divízió I (primo livello)
| Stagione | regular season | regular season | regular season | regular season | regular season | regular season | playoff | playoff | playoff | playoff | playoff | playoff     | playoff            |
|          | Vin            | Par            | Per            | Tot            | PF             | PS             | Vin     | Per     | Tot     | PF      | PS      | risultato   | avversaria         |
| -------- | -------------- | -------------- | -------------- | -------------- | -------------- | -------------- | ------- | ------- | ------- | ------- | ------- | ----------- | ------------------ |
| 2011     | 4              | 0              | 2              | 6              | 144            | 127            | 2       | 1       | 3       | 39      | 62      | Pannon Bowl | Nyíregyháza Tigers |
| Totale   | 4              | 0              | 2              | 6              | 144            | 127            | 2       | 1       | 3       | 39      | 62      |             |                    |

Fonti: Enciclopedia del Football - A cura di Massimo Mezzetti

##### Divízió II/Divízió I (secondo livello)
| Stagione | regular season | regular season | regular season | regular season | regular season | regular season | playoff | playoff | playoff | playoff | playoff | playoff     | playoff              |
|          | Vin            | Par            | Per            | Tot            | PF             | PS             | Vin     | Per     | Tot     | PF      | PS      | risultato   | avversaria           |
| -------- | -------------- | -------------- | -------------- | -------------- | -------------- | -------------- | ------- | ------- | ------- | ------- | ------- | ----------- | -------------------- |
| 2010     | 4              | 0              | 2              | 6              | 103            | 66             | -       | -       | -       | -       | -       | -           | -                    |
| 2012     | 3              | 0              | 2              | 5              | 95             | 62             | 1       | 1       | 2       | 33      | 54      | Pannon Bowl | Dunaújváros Gorillaz |
| 2013     | 4              | 0              | 2              | 6              | 198            | 120            | 1       | 1       | 2       | 21      | 57      | Semifinale  | Dunaújváros Gorillaz |
| 2014     | 0              | 0              | 4              | 4              | 48             | 112            | 0       | 1       | 1       | 28      | 43      | Wild Card   | Budapest Titans      |
| Totale   | 11             | 0              | 10             | 21             | 444            | 360            | 2       | 3       | 5       | 82      | 154     |             |                      |

Fonti: Enciclopedia del Football - A cura di Massimo Mezzetti

### Riepilogo fasi finali disputate
| Anno           | Luogo | Evento    | Fase del torneo | Incontro                                  | Risultato |
| 17 luglio 2011 |       | Divízió I | Pannon Bowl     | Nyíregyháza Tigers - Békéscsaba Raptors   | 42 - 7    |
| 14 luglio 2012 |       | Divízió I | Pannon Bowl     | Dunaújváros Gorillaz - Békéscsaba Raptors | 34 - 3    |
| 29 giugno 2013 |       | Divízió I | Semifinale      | Dunaújváros Gorillaz - Békéscsaba Raptors | 43 - 0    |
| 2014           |       | Divízió I | Wild Card       | Budapest Titans - Békéscsaba Raptors      | 43 - 28   |